# Винтовка Спрингфилда
«Винтовка Спрингфилда» (другое название — «Стрелок из Спрингфилда») (англ. Springfield Rifle) — американский вестерн, снятый режиссёром Андре Де Тотом в 1952 году на киностудии Warner Bros.
Премьера фильма состоялась 22 октября 1952 года.

## Сюжет
Действие фильма происходит во время гражданской войны между Севером и Югом. Северяне страдают от большого дефицита лошадей. Подполковнику Джону Хадсону поставлена задача — доставить лошадей в распоряжение Союзной армии. Но шпион информирует конфедератов о сроках и маршруте движения конных табунов. Во время переправки лошадей на равнину неизвестная банда, сочувствующих армии Юга, нападает на них. Командование форта догадывается, что среди своих есть предатель. Во время очередного рейда майор Алекс Кирни, чтобы сохранить жизни людей, принимает решение не вступать в бой. Его обвиняют в трусости и, разжаловав, увольняют из армии. Тогда вольный стрелок из Спрингфилда, Кирни становится первым агентом контрразведки Севера. Он берется обнаружить, кто стоит за кражей лошадей из офицерской конницы Союзных войск в Колорадо. Но враги обвиняют Керни в том, что он шпион армии Юга и его приговаривают к смертной казни…

## В ролях
- Гэри Купер — майор Алекс «Лекс» Кирни
- Филлис Такстер — Эрин Кирни, жена Алекса
- Дэвид Брайан — Остин МакКул
- Пол Келли — подполковник Джон Хадсон
- Лон Чейни-младший — Пит Эльм
- Филип Кэри — Эдвард Тенник
- Джеймс Милликан — детектив Мэттью Куин
- Гуинн Уильямс — сержант Сноу
- Алан Хейл-младший — Миццелл
- Мартин Милнер — Олай Ларсен
- Вилтон Графф — Джордж Шейп
- Винс Барнетт — повар (в титрах не указан)